# Venus de Urbino

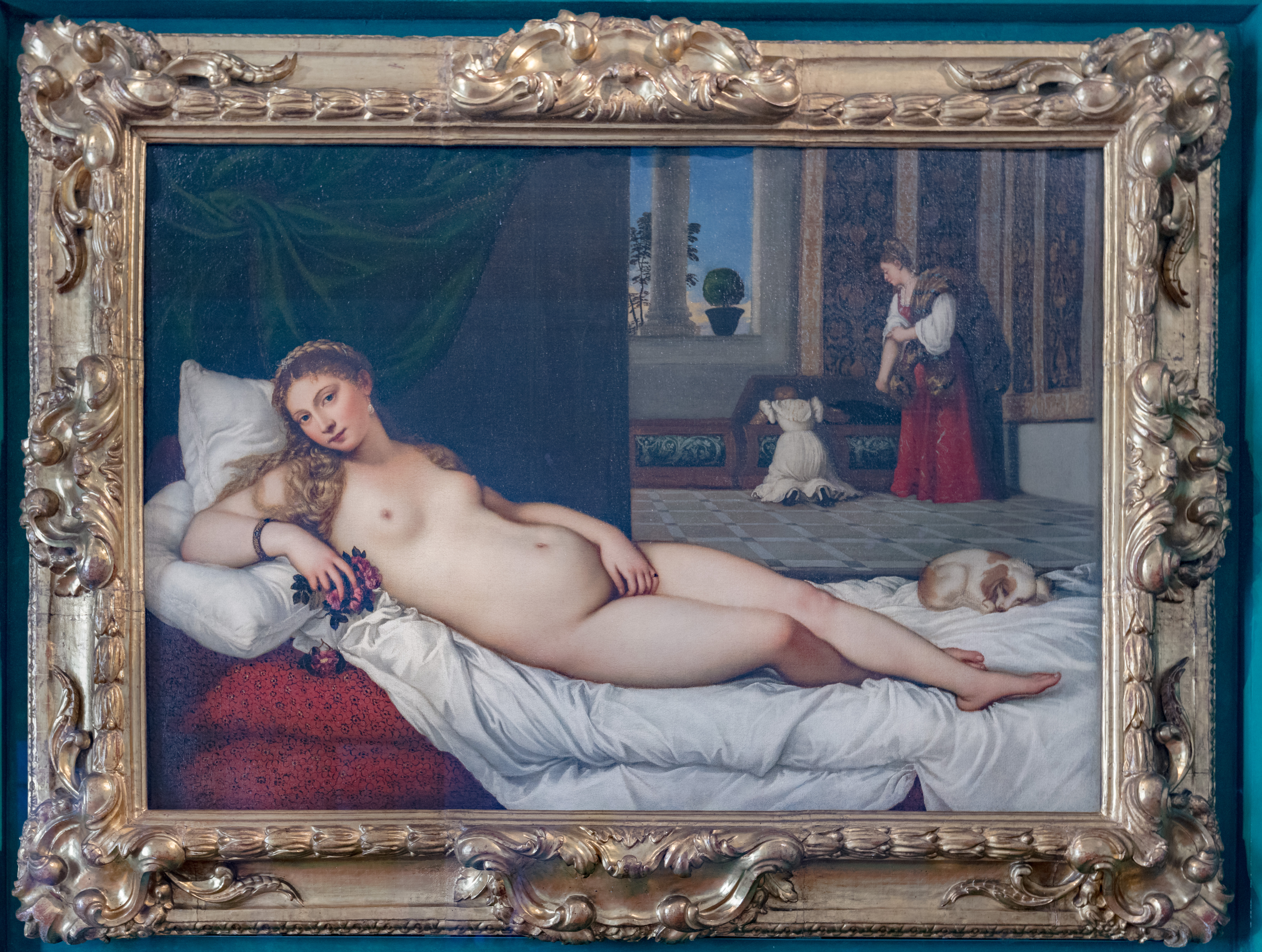
Pintura expuesta en la galería Uffizi, Florencia

Venus de Urbino, también llamada Venus del perrito, es una célebre pintura al óleo sobre lienzo cuyas dimensiones son de 119 cm x 165 cm, realizada en 1538 por Tiziano.
En 1631 este cuadro se encontraba en la colección de los Médici; desde 1736 se encuentra en la Galería Uffizi (Florencia).

La pintura, encargada por Guidobaldo II della Rovere, entonces hijo del duque de Urbino, representa a una joven desnuda semitendida sobre un lujoso lecho en el interior de un palacete veneciano. En el fondo se observa una gran ventana por donde entran leves reflejos de la laguna y se observa el cielo tras un árbol; al lado de la ventana se encuentra una niña y la criada enigmáticamente de espaldas rebuscando en un cassone o arcón de bodas; el arcón parece evocar el mito de la caja de Pandora. A los pies de la joven desnuda duerme un perrito; la presencia del perrito es signo de que la representada no es una diosa, sino una mujer real, aunque no se sabe exactamente quién es. Algo más: el perrito, típica alegoría de la fidelidad, aquí aparece, sugerentemente, dormido.
Aunque esta pintura se encuentra directamente inspirada por la Venus dormida del Giorgione, es evidente que se aleja del idealismo característico del Renacimiento italiano. La mayor diferencia con las Venus típicas es que la joven aparece obviamente consciente y orgullosa de su belleza y su desnudez; no existe ningún elemento que provoque la sensación de un distanciamiento "divino": ella mira de un modo dulce, cómplice y decidido al que la observa, mientras su mano izquierda se apoya sobre el pubis, que se ubica en el centro de la composición. Las flores en la mano derecha resaltan el aura de erotismo ya reforzada por la luz casi dorada que ilumina al cuerpo. El color claro y cálido del cuerpo produce una impresión de sensual indolencia, realzada en el contraste con el oscuro del fondo y el colchón; en efecto, el color oscuro del lienzo de la pared provoca una cesura en la mirada que entonces se centra en el cuerpo de la mujer. La fuga de la perspectiva se dirige hacia la derecha y está acentuada por las criadas figuradas totalmente vestidas y con tonos fríos que aportan una cuota de realismo, la presencia de la columna y el árbol en el punto de fuga, y los sucesivos planos iluminados y sombreados que se resaltan en las baldosas. Todo esto hace destacar a la joven desnuda que se encuentra dispuesta en una elegante línea oblicua.
Aunque la obra mantiene elementos del Giorgione, Tiziano innova al exponer claramente la voluptuosidad merced al tratamiento resuelto del desnudo y a la gran pureza formal del conjunto.
Esta obra de Tiziano fue motivo principal de inspiración para la Olympia de Édouard Manet.